# كردونوس (بابا الإسكندرية)
قداسة البابا  كردونوس الأول بابا الإسكندرية وبطريرك الكنيسة القبطية الرابع (96 - 106). يُنطق اسمه بالعربية بعدة طرق هي: كروذونوس، وكرودونوس، وكرتيانو، وكرديانو.
كان ممن عمدهم مرقس الرسول. ولما رقد سلفه الأنبا ميليوس الأول، اختير هذا الأب بطريركًا وتمت السيامة في 7 توت - 5 سبتمبر 95 للميلاد.
عاصر دومتيان ونيرفا وتراجان من أباطرة الروم. وفي عهد تراجان ازداد عدد المسيحيين بالإسكندرية.
كان استشهاده في 21 بؤونه - 15 يونيو 106 م في عهد تراجان، وقد خلا الكرسي المرقسي من بعده ثلاث سنوات نظراً لشدة الضيق والاضطهاد وعدم تمكن النصارى من اختيار بطريركٍ لهم.